# La Fortuna de Bagaces
La Fortuna es un distrito del cantón de Bagaces, en la provincia de Guanacaste, de Costa Rica.

## Historia
La Fortuna fue creado el 14 de agosto de 1968 por medio de Decreto 29. Segregado de Bagaces.

## Geografía
La Fortuna cuenta con un área de 163,47 km² y una altitud media de 457 m s. n. m.

## Demografía
Para el año 2022, La Fortuna cuenta con una población estimada de 2310 habitantes, y para el último censo efectuado, en 2011, La Fortuna contaba con una población de 2756 habitantes.

## Localidades
- Barrios: Miravalles. Gloria Bejarano. Las Margaritas. Las Palmas.
- Poblados: Casavieja (parte), Cuipilapa, Giganta, Hornillas, Macuá, Martillete, Mozotal, Pozo Azul, Sagrada Familia, San Bernardo, San Joaquín, Santa Cecilia, Santa Fe, Santa Rosa, Unión Ferrer.

## Transporte

### Carreteras
Al distrito lo atraviesan las siguientes rutas nacionales de carretera:
- Ruta nacional 165